# Delenn
Delenn é uma personagem fictícia no universo da série de televisão de ficção científica Babylon 5, interpretada pela atriz croata Mira Furlan. É uma das personagens principais da série, uma das figuras religiosas chave na estação e uma das heroínas românticas da série.

## História do personagem

### História
Delenn é uma das embaixadoras alienígenas na estação espacial Babylon 5 e é uma líder de povo em Minbar.
Uma mulher sábia que se mostra capaz de encontrar alguma alegria e fantasia na vida, Delenn muda muito durante a série, de uma sacerdotisa tímida e respeitosa para uma líder política militar muito decidida. Seu personagem é bastante complexo: ela é ardente, articulada e teimosa, mas com traços de alguma ambivalência e insegurança sobre seu papel na profecia que irá eventualmente realizar. Ela é moralmente correta, sempre tentando agir em prol do "bem maior" - ao mesmo tempo em que é forçada a manter segredos mortais e omitir fatos importantes. Delenn normalmente não gosta de violência e prefere construir o consenso. Suas decisões são muitas vezes a razão por trás de mudanças bruscas e guerras, porém. Delenn também não reluta em lutar, como quando ela defendeu a estação e nos encontros com os Drakhs.
| “ | Apenas um capitão humano sobreviveu a um encontro com uma frota minbari. Ele está atrás de mim e vocês estão na minha frente. Se vocês valorizam suas vidas, estejam em outro lugar. | ” |
|   | — Delenn, Episódio Severed Dreams. |   |

O personagem foi inicialmente concebido como sendo masculino (que eventualmente se transmutaria em um feminino), mas interpretado por uma mulher, com o objetivo de dar a ele trejeitos femininos, fazendo-o ainda mais "alienígena". O episódio piloto de Babylon 5 foi filmado com isto em mente, mas a alteração computadorizada da voz de Mira Furlan para fazê-la soar masculina não ficou boa e a ideia foi abandonada. A maquiagem minbari utilizada por Delenn dali em diante deu a Delenn uma aparência muito mais feminina, enquanto que no piloto a aparência era muito mais grosseira, com a voz mais baixa e um queixo claramente mais acentuado. Essa troca provocou pequenos erros de continuidade no filme Babylon 5: In the Beginning (que, apesar de filmado depois, se passa antes do piloto), pois Delenn aparece ali mais feminina, volta a se masculinizar no piloto e readquire a aparência final no início da primeira temporada.

### Guerra Terra Minbari

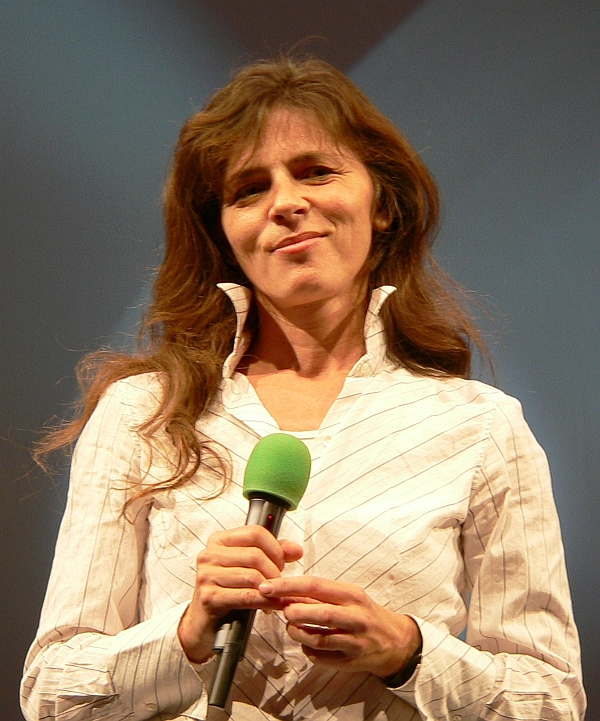
Atriz Mira Furlan, que interpretou Delenn.

Os Minbari estão divididos em três castas - a religiosa, a guerreira e a trabalhadora. Delenn é uma das líderes da casta religiosa e é também do grupo que lidera o povo minbari como um todo, o misterioso - e poderoso - Conselho Cinza.
Dez anos antes da cena inicial da série, um comandante militar da Aliança Terrestre interpreta incorretamente as portas de tiro abertas de uma nave-mãe minbari, um sinal de respeito, e apressadamente a ataca, matando o líder Dukhat. Este único erro provoca a sangrenta Guerra Terra-Minbari, no qual a raça humana foi quase exterminada. Delenn, então uma jovem acólita, e uma protegida de Dukhat, é uma das mais furiosas defensoras de uma vingança completa contra os humanos, algo que terá consequências durante toda a série.
Apesar disso, na Batalha da Linha, a última esperança de salvação dos humanos, é Delenn quem evita a aniquilação final, o que permita que se faça uma espetacular descoberta sobre os humanos que provoca o final abrupto da guerra. Ela já vinha a algum tempo para tentar encontrar uma saída nobre para ambos os lados terminarem a guerra, já passado o seu "momento de loucura" após a morte de seu mentor, com a revelação de que Dukhat e os Vorlons estariam trabalhando juntos para tentar contatar os humanos, que poderiam ser críticos na vindoura Guerra das Sombras.
Conforme a guerra se estendia, Delenn foi se tornando cada vez mais deprimida, percebendo - tarde de mais - o que ela havia posto em movimento e o que isso poderia custar. Quando um colega do Conselho lhe disse que a "sua guerra santa" estava quase terminando, ela simplesmente respondeu com uma pergunta:"Mas ainda continuamos santos?" Muitos anos depois, foi revelado que o seu trabalho diplomático para aproximar os humanos e os minbari foi uma tentativa de compensação pelo seu erro.

### Primeiro ano
Muito do drama e arrebatamento de Babylon 5 vem da intersecção e os conflitos entre as raças e as ideologias. Os humanos e os minbari se tornaram intimamente inter-relacionados meros anos depois de terem sido inimigos mortais. Delenn, juntamente com Jeffrey Sinclair e John Sheridan são os catalisadores desta mudança.
Delenn primeiro se mostra como uma misteriosa e benevolente embaixadora minbari na estação. Seu assistente, Lennier, a chama de Satai assim que a encontra, indicando que ela é uma das líderes do Conselho Cinza, uma informação que ela mantém em segredo. Quando um "caçador de almas" renegado chega à estação com o objetivo de assassinar importantes figuras históricas para poder preservar as suas almas, ele foca a sua atenção em Delenn, indicando também que ela terá um importante futuro. A situação acaba por revelar o seu status de membro do Conselho Cinza para o comandante Sinclair.
Ela rapidamente forma uma sólida amizado com Sinclair, que tinha sido requisitado especificamente pelos minbari para comandar a estação. Ele a considera uma amiga e confidente, mas mesmo assim suspeita que ela está escondendo alguma coisa dele.
No final da primeira temporada, conforme o poder foi sendo transferido de Sinclair para Sheridan, Delenn também se transforma, passando por uma estranha e dolorosa "hibernação" dentro de um casulo criado por um antigo artefato, a Triluminária. Quando ela reaparece, se revela que ela se tornou um híbrido minbari e humano, algo que provoca desconfiança entre seu próprio povo e nos humanos. Esta mudança estava originalmente prevista para o personagem masculino de Delenn, que também mudaria de espécie além do gênero.

### Guerra das Sombras
| “ | O universo nos coloca em lugares onde podemos aprender. Pode não ser lugares fáceis, mas sempre são os lugares certos. Onde quer que estejamos, o que quer que façamos, é o lugar certo e a hora certa. | ” |
|   | — Delenn, Episódio A Distant Star. |   |

As escolhas feitas na segunda temporada de Babylon 5 provocam uma terrível mudança para a estação, para a Terra e para Minbar. A mais arriscada foi o relacionamento romântico entre Delenn e o capitão Sheridan.
Quando Delenn o escolhe, sua decisão provoca ainda mais distensão entre as castas religiosa e guerreira em sua terra natal, que logo irá destruir mil anos de cooperação e degringolar para uma guerra civil. Paralelamente, a escolha dele  provocará a repulsa e rejeição de muitos humanos, que acreditam que ele teria sofrido uma lavagem cerebral de Delenn e sua "influência alienígena".
Assim como Sheridan, Delenn forma uma amizade e uma aliança com Kosh, o embaixador vorlon na estação, se tornando assim a primeira líder do "Exército da Luz". Ela também se torna a Entil'zha, a líder dos Rangers, um dedicado grupo que trabalha para o Exército, cuja maioria é formada por humanos e minbaris, na sua luta contra as Sombras.
Uma rivalidade surge entre Delenn e Neroon, um dos mais graduados líderes da casta guerreira de Minbar, e que acha que a fascinação de Delenn pelos humanos é intolerável. Quando Delenn foi reconvocada pelo Conselho Cinza para se explicar sobre sua mudança, ela descobre que foi expulsa do Conselho e o seu lugar foi tomado por Neroon, algo sem precedentes, pois um membro da casta religiosa foi substituído por um guerreiro. Neroon chega antes da cerimônia que fará dela a Entil'zha (sucedendo Sinclair), procurando tomar a posição para si argumentando que os Rangers estaria melhor servidos com um membro da casta guerreira como líder na guerra que estava por vir. Ele então anuncia formalmente a sua intenção de matar Delenn, o que leva Marcus, um ranger humano, a lutar com imensamente mais experiente guerreiro num confronto formal minbari, com o objetivo de atrasá-lo e permitir que a cerimônia de posse de Delenn transcorra de forma irreversível. Ele consegue, mas quase não sobrevive à luta com Neroon, que fica muito abalado quando percebe a disposição de Marcus de morrer pelo "Um" em nome de Valen. Finalmente, Neroon percebe que os Rangers estão dispostos a morrer por Delenn e não por ele, concordando em deixá-la em paz. Eles continuaram rivais, mas surgiu aí um mútuo respeito entre eles.
Após Sheridan e Babylon 5 terem declarado sua independência da Terra, é Delenn quem resgata a estação com uma frota de naves de guerra minbari, mas a um custo alto. Por conta da recusa do Conselho Cinza de participar da Guerra das Sombras (que era dominado pela casta guerreira, que não vê motivos para entrar no conflito), Delenn não vê outra alternativa a não ser o de destruir o círculo simbólico do Conselho, desfazendo assim a necessidade de uma decisão de consenso entre as três castas. As duas outras castas então se juntam à Babylon 5 e ao Exército da Luz. Infelizmente, a consequência foi que sem o Conselho para manter a unidade e a ordem, as divisões da sociedade minbari logo se transformariam numa guerra civil.
Na tradição espiritual minbari, há profecias sobre o "Um" - uma tríade de líderes - "O Um que era, o Um é que é e o Um que será". O "Um que era" é Valen, o maior líder dos minbaris e, ele próprio, um humano que passou pela mesma transformação que Delenn - aparentemente se tornando parte humano e parte minbari também. No passado distante, centenas de anos antes de Babylon 5, ele se tornou um líder na primeira guerra contra as Sombras. Se valendo da estação espacial Babylon 4, "emprestada" por Sinclair e o grupo de comando, e trabalhando em conjunto com os Vorlons, Valen conseguiu formar uma poderosa coalizão que terminou por derrotar as Sombras. Ele é o "Um que era". Se revela depois que Delenn era uma descendente de Valen.
Mil anos depois, John Sheridan é o "Um que será", que irá transformar a raça humana e a Terra tanto quanto Valen fez no passado.
Já Delenn é o "Um que é", representando as duas metades, minbaris e humanos, mesclados juntos, e, mais literalmente ainda, através do seu casamento com Sheridan. Juntos, eles se tornaram líderes guerreiros, com Delenn sendo capaz de forjar uma aliança entre planetas e raças diversas em uma grande aliança. Sheridan era o "guerreiro" e ela, o "espírito". Esta aliança termina com a grande guerra entre as Sombras e os Vorlons, provocando o início da Terceira Era da Humanidade - uma era de crescimento e mudança.
| “ | Valen disse que os humanos, alguns, tem um destino com o qual não devemos interferir... Eles não se conformam. Eles não se rendem. De suas diferenças, emerge a simetria, sua capacidade única de lutar contra o impossível. Fira-os e eles voltarão ainda mais fortes | ” |
|   | — Delenn, Episódio Babylon Squared. |   |

### Eventos após a Guerra das Sombras
Após o final da Guerra das Sombras, tanto Delenn quando Sheridan encontram seus mundos natais envolvidos em guerras civis. Mesmo que seu trabalho tenha salvo incontáveis vidas e terminado uma grande guerra, ela voltou para Minbar e lá encontrou um mundo tomado pelo caos e pela morte. Os Minbari são proibidos de matar uns aos outros, mas através da destruição de cidades inteiras, vidas foram perdidas.
Delenn e a casta religiosa se rendeu à casta guerreira. Ela então forçou um confronto final entre ela e o novo líder dos guerreiros, na forma de uma purificação em que Delenn faria o sacrifício final por sua casta e por seu povo. Com a sua morte, a liderança dos minbari continuaria com a ser mantida pela casta religiosa e não a dos guerreiros. Porém, seu antigo rival, Neroon, salvou sua vida no último momento e, com seu grito de morte, ele se juntou à casta religiosa, o que fez com que Delenn voltasse ao balanço de poder. Ela então o cedeu o controle do Conselho Cinza para a casta trabalhadora, que tinha, por muitos anos, estado entre as duas castas rivais.
Foi nesta época que ela finalmente se casou com Sheridan, numa cerimônia que também comemorou o nascimento da Aliança Interestelar.
Após John Sheridan se recusar a concorrer à reeleição como presidente da Aliança Interestelar, Delenn foi escolhida para sucedê-lo. Quando ela aceitou o cargo, ela cedeu ao marido o controle dos Rangers.
A idade exata de Delenn nunca foi revelada, embora saiba-se que ela sobreviveu pelo menos até 3 de janeiro de 2362 (com a idade de pelo menos 140 anos), quando ela apareceu um seminário da ISN para defender John Sheridan de acadêmicos revisionistas que passaram a criticá-lo passados cem anos de sua morte.